# Петрів піст
Петрівка (також Пе́трів піст; Апостольський піст) — один із чотирьох багатоденних постів церковного року християн візантійського обряду. Тривалість Петрівки залежить від Великодніх свят: якщо Великдень раніше у році, то піст довший; якщо пізніше — коротший. Розпочинається в понеділок через тиждень після П'ятидесятниці, тобто в понеділок, який настає після дев'ятої неділі починаючи з Великодня. Кінець Петрівки припадає 28 червня — день перед святом Святих і всехвальних славних першоверховних апостолів Петра і Павла. Апостольський піст щороку має різну тривалість: за юліанським календарем найкоротший триває 8 днів, найдовший — 42 дні, за новоюліанським та григоріанським (зі східною пасхалією) календарями на відповідно 13 днів менше — від повної його відсутності до 29 днів. Така відмінність виникає тому, що більшість православних церков послуговується новоюліанським календарем для визначення нерухомих свят і юліанським — для рухомих. Тому, коли Великдень припадає на 3 травня і пізніше, Трійця у такому разі випадає після 21 червня, а отже початок посту «опиняється» після його закінчення.

## Історія встановлення посту
Традиція дотримуватися Апостольського посту відома з перших віків християнства. Як повідомляє апостол Павло у Другому листі до Коринфян, апостоли, прийнявши Святого Духа в день П'ятидесятниці, в пості та молитві («у праці і в знеможенні, часто в недосипанні, у голоді й спразі, часто в пості» готувалися до проповіді Євангелія (2 Кор. 11). В Діяннях святих апостолів оповідається, що «після поста і молитви, апостоли й учителі поклали руки на Варнаву й Савла, — майбутнього апостола Павла, — і вирядили їх у дорогу» (Діян. 13, 3). За давньою легендою, апостол Петро запровадив піст на прохання жінок — щоб чоловіки менше ласували маслом, сиром, молоком та сметаною. Довго не було узгодження щодо тривалості: одні постили 16 днів, інші — 12, ще інші — 6. В Постановах апостольських встановлювалося: «Після П'ятидесятниці святкуйте одну седмицю, а потім постіть; справедливість вимагає і радіти після прийняття дарів від Бога, і постити після полегшення плоті».
Традиція апостольського посту набула додаткового розповсюдження у зв'язку з будівництвом храмів в ім'я першоверховних апостолів Петра і Павла в Константинополі та Римі. День освячення константинопольського храму 29 червня став особливо урочисто відзначатися щорічно спочатку на Сході, а пізніше і на Заході.

## Християнські звичаї
Петрівка — не вважається суворим постом, адже, згідно з Типіконом, дозволяється вживати їжу рослинного походження з олією (крім понеділка, середи і п'ятниці) та рибу (у суботу та неділю), оскільки святі апостоли були рибалками. Апостол Петро вважається покровителем рибалок. Раніше рибалки молилися йому як покровителю рибного промислу, відправляли молебні, усією громадою збирали на свічку та ставили в церкві перед його іконою. Проте в монастирях у понеділок, середу й п'ятницю практикується сухоядіння.
Саме свято на честь Петра і Павла не є частиною Апостольського посту. Однак, якщо він випадає на середу чи п'ятницю, то теж є пісним. Під час Петрового посту забороняється вінчати молодят і хрестити дітей. Протягом посту віруючі християни щонайменше один раз сповідаються та причащаються.

## Українські народні звичаї
Перший день Петрівки вважався початком косовиці сіна. Звідси прислів'я: «хто в Петрівку сіна не косить, той узимку в собаки їсти просить». Дівчата пускали на воду клечальні вінки — із квітів, які стояли в хаті на Зелені Свята. Оскільки на Петрівку припадали найдовші дні та найкоротші ночі, вони білили полотно й прядиво, а молодиці поралися біля конопель. Тому в петрівських піснях найчастіше оспівуються ці види праці: «Ой мала нічка-петрівочка, не виспалася Наталочка: по горі ходила, тонку біль білила…».
Петрівка випадала на середину літа і період цей був багатий на обрядовість: весна переходила в літо, сонце повертало на зиму, тож відомі календарні звичаї та обряди весняно-літнього циклу — проводи русалок (розигри), похорони Ярила або Кострубонька (у понеділок, перший день Петрового посту), Івана Купала, день св. Петра (пошанування дерев і пастуші забави на полонині), косовиця, зажинки.

## День св. Петра і Павла
Після закінчення Петрового посту 29 червня за церковним календарем у народі святкували свято апостолів Петра й Павла — або просто «Пе́тра». До свята прибирали садибу, підбілювали та підфарбовували хату, вішали чисті рушники. На церковну службу йшли з квітами й віночками, окрасою яких були червоні маки. Ритуальною стравою були, так звані, мандрики. Випікали ці коржики із пшеничного тіста, зібраних під час Петрівки сколотин та перевареної сироватки, а також додавали сир та яйця. Назву пиріжків у народі пов'язували з легендою про мандрування світом апостолів Петра й Павла, у яких зозуля вкрала одного «мандрика» і за це її Бог покарав — саме о цій порі вона перестає кувати. Ще люди з цього приводу казали, що зозуля «мандриком подавилася», але якщо її кування чути було й після Петра, то це вважали на нещастя.
До свята Петра господині намагалися зробити перші зажинки ячменю з нового врожаю і в день свята освятити в церкві обрядовий хліб, навіть якщо зерно ще не зовсім доспіло.
У Карпатах та Прикарпатті пастухи влаштовували свято на вигонах та полонинах: пекли мандрики, веселились, змагались, танцювали. Проводили обряд «копання Петра», коли викопували в землі по периметру квадратну канаву (куди, сівши, можна було опустити ноги), а всередині на траві накривали «стіл» з наїдками. Співали пісень:
А на Петра вода тепла,
Лиш би ся купати,
Ой на Петра личко біле,
Лиш би цілувати!
(За В. Скуратівським)
У деяких регіонах молодь влаштовувала ритуальні гойдалки у лісі чи гаю:
Ой у лісі на кленку, на кленку,
Там повісив той Андрій гойдалку…
(За В. Борисенко)
Хоча основний лейтмотив свята становив початок жнив до яких в Україні приступали після Івана Купала. Та й означені святі за народною уявою були перш за все хліборобами:
Святий Петро за плугом ходить,
Святий Павло волоньки водить…
(За О. Воропаєм)
У жнива казали, що святі апостоли спостерігали за людьми, а потім, порадившись з Богом, «парували» людей: ледачій дівці — роботящого хлопця, а роботящій — лежня, бо якщо навпаки, то ледарі з голоду помруть. А ще люди вірили, що святий Петро носить ключі від раю і має силу впускати туди благочестивих людей (хто батька і матір шанує, щосуботи купається і поважає святу п'ятницю).
Християнська церква у цей день вшановує святих первоверховних Апостолів Петра й Павла. Це свято було встановлене ще в апостольські часи, а з IV ст. набуло повсюдного поширення. На честь святих, починаючи з часів Костянтина Великого будувалося багато храмів та називалися поселення (Петропавлівка, Петропавловськ тощо).

## Приказки
- Хто в петрівку сіна не косить, той зимою і в собак їсти просить.
- У петрівку бджоли роблять на панів, а в спасівку — на себе.
- Тепер не петрівка, щоб повторяти разів кілька, а зима — сказав та й нема.
- Поганому поросяті і в Петрівку холодно.

## Зауваження
1. ↑  У деяких православних церквах закінчується 28 червня (11 липня)  за юліанським календарем, зокрема в Єрусалимській, Російській, Сербській, Грузинській, Польській і Македонській православних церквах.

| Релігія | Це незавершена стаття про релігію. Ви можете допомогти проєкту, виправивши або дописавши її. |